# Archer Daniels Midland
Archer Daniels Midland Company (ADM) är ett amerikanskt globalt jordbruksföretag som odlar, producerar och framställer bland annat oljeväxter, majs, mjöler, kakao (kakaomassa, kakaopulver och kakaosmör), ris, vegetabiliska oljor, glukos, fruktos, maltodextrin, citronsyra, mjölksyra, stärkelser, groddar, sojabönor, gummi arabicum, bönor, lecitin, olika sorters av fibrer och andra jordbruksrelaterade råvaror till livsmedelssektorna bagerier, bryggerier, mejerier, snacks- och konfektionsföretag och andra företag som framställer livsmedel inom den globala livsmedelsindustrin. De framställer också biodiesel, etanol och ingredienser till djurfoder för boskap och husdjur samt naturläkemedel.
ADM har en omfattande bondeservice som hjälper bönder med bland annat finansiering, marknadsföring, transport och försäkringar. De har också ett omfattande transportnätverk för att förvara och transportera sädesslag som till exempel vete, havre, korn, råg, durra samt majs och oljeväxter. Företaget sysslar även med råvaruhandel.